# Louise van den Plas
Louise van den Plas, född 1877, död 1968, var en belgisk rösträttskvinna. Hon var deltagare i Inter-Allied Women's Conference i Paris år 1919.